# گرومن گلف‌استریم ۲
گرومن گلف‌استریم ۲ (به انگلیسی: Grumman Gulfstream II) یک هواپیمای ساختِ کارخانهٔ گرومن و گلف‌استریم اروسپیس در کشور ایالات متحده آمریکا است که در سال ۱۹۶۷ ساخته شد. این هواپیما برای نخستین بار در ۲ اکتبر ۱۹۶۶ میلادی مورد استفاده قرار گرفت.